# OGC Nice - SC Bastia en football
Le duel opposant l'OGC Nice et le SC Bastia en football est une rivalité traditionnelle[réf. nécessaire] du championnat de France, souvent surnommé « Derby de la Méditerranée »
Cette expression est cependant utilisée pour d'autres confrontations, avec les clubs d'autres villes situées au bord de la mer Méditerranée : l'OGC Nice, le SC Bastia, mais aussi l'Olympique de Marseille, l'AC Ajaccio et l'AS Monaco. La confrontation entre Nice et Monaco est par contre généralement surnommé « Derby de la Côte d'Azur ».

## Explication de la rivalité
La rivalité entre les deux clubs est principalement liée aux relations tendues entre les supporters et remonte aux années 1970 quand de premiers débordements apparaissent lors de différentes rencontres. En 1972, les supporters bastiais et niçois envahissent la pelouse du stade du Ray pour en découdre après un début de bagarre générale entre joueurs des deux équipes. L'origine de ces échauffourées est liée en partie à la politisation croissante des étudiants corses présents en nombre à Nice. Influencés par le nationalisme corse en plein développement, le terrain de football devient l'occasion d'exprimer des revendications politiques, et de s'opposer frontalement aux forces de l'ordre perçues comme le symbole d'un pouvoir colonisateur. Les déplacements du Sporting Club de Bastia à Nice sont alors particulièrement propices à ces affrontements. 
C'est dans ce contexte qu'intervient le match de Coupe de France entre les deux clubs en 1976, un an après les événements d'Aléria, cardinaux dans l'histoire du nationalisme corse. Après un match aller déjà tendu, le résultat du match retour à Bastia est invalidé après que des joueurs niçois aient été agressés par des supporters corses et refusent de pénétrer sur le terrain. La FFF impose de rejouer le match sur terrain neutre, à Rennes, mais sous pression du maire de Nice Jacques Médecin, la direction du club niçois déclare forfait.
En 1992, un match de Coupe de France à Nice entre les deux équipes dégénère avec des échauffourées dans les tribunes et l'irruption de 3 000 supporters bastiais dans les rues de Nice, provoquant des dégâts importants. Cet événement tend à entretenir une rivalité profonde entre les supporters des deux villes, souvent perçus comme parmi les plus violents en France, conduisant les autorités publiques à interdire les déplacements de supporters ces dernières années,.
Le 18 octobre 2014, à la fin du match joué à l'Allianz Riviera, le terrain est envahi par des supporters de l'OGC Nice. Le club écope d'un match à huis clos avec sursis et le gardien bastiais Jean-Louis Leca de deux matchs de suspension  pour avoir brandi le drapeau corse après la victoire de son équipe. 
Le 20 septembre, à l'issue de la rencontre se déroulant à Furiani, des affrontements entre les forces de l'ordre et les supporters bastiais, empêchèrent durant quelques heures les joueurs niçois de rejoindre l'aéroport.

## Bilan
- Statistiques générales[9],[10]

| Compétition           | Rencontre             | Victoires de l'OGC Nice | Matchs nuls          | Victoires du SC Bastia | Total                |
| --------------------- | --------------------- | ----------------------- | -------------------- | ---------------------- | -------------------- |
| Division 1 / Ligue 1  | OGCN-SCB              | 13                      | 9                    | 4                      | 52                   |
| Division 1 / Ligue 1  | SCB-OGCN              | 4                       | 6                    | 16                     | 52                   |
| Division 2 / Ligue 2  | OGCN-SCB              | 0                       | 2                    | 1                      | 6                    |
| Division 2 / Ligue 2  | SCB-OGCN              | 0                       | 2                    | 1                      | 6                    |
| Coupe de France       | Coupe de France       | 1                       | 2                    | 4                      | 7                    |
| Coupe de la Ligue     | Coupe de la Ligue     | Aucune confrontation    | Aucune confrontation | Aucune confrontation   | Aucune confrontation |
| Trophée des Champions | Trophée des Champions | Aucune confrontation    | Aucune confrontation | Aucune confrontation   | Aucune confrontation |
| Total                 | Total                 | 18                      | 21                   | 26                     | 65                   |

## Les derniers derbys
| Saison    | Compétition     | Rencontre   | Rés. | Date              | Buteur(s) pour le SC Bastia                               | Buteur(s) pour l'OGC Nice                                         | Spectateurs |
| --------- | --------------- | ----------- | ---- | ----------------- | --------------------------------------------------------- | ----------------------------------------------------------------- | ----------- |
| 1968-1969 | Division 1      | OGCN - SECB | 2-2  | 3 septembre 1968  | Ferrier 35e (pen.), Blanchard 46e                         | Goyvaerts 26e (pen.), Santos 63e                                  |             |
| 1968-1969 | Division 1      | SECB - OGCN | 2-0  | 14 juin 1969      | Serra 51e, Pierceschi 56e                                 |                                                                   |             |
| 1970-1971 | Division 1      | OGCN - SECB | 2-0  | 22 août 1970      |                                                           | Quittet 79e, Kaltenbrunner 85e                                    |             |
| 1970-1971 | Division 1      | SECB - OGCN | 3-1  | 14 février 1971   | Dogliani 58e, Kanyan 65e, Kanyan 76e                      | Quittet 78e                                                       |             |
| 1971-1972 | Division 1      | OGCN - SECB | 0-1  | 12 décembre 1971  | Kanyan 80e                                                |                                                                   |             |
| 1971-1972 | Division 1      | SECB - OGCN | 3-3  | 17 mai 1972       | Buigues 25e, Dogliani 30e, Papi 82e                       | Eriksson 13e (pen.), Eriksson 44e, Revelli 66e                    |             |
| 1972-1973 | Division 1      | OGCN - SECB | 1-0  | 26 novembre 1972  | -                                                         | Huck 16e                                                          |             |
| 1972-1973 | Coupe de France | SECB - OGCN | 2-0  | 28 janvier 1973   | Félix 1re, Papi 56e                                       |                                                                   |             |
| 1972-1973 | Division 1      | SECB - OGCN | 3-0  | 2 mai 1973        | Félix 22e, Lenoir 27e, Lenoir 46e                         |                                                                   |             |
| 1973-1974 | Division 1      | SECB - OGCN | 1-0  | 24 août 1973      | Lenoir 3e                                                 |                                                                   |             |
| 1973-1974 | Division 1      | OGCN - SECB | 3-0  | 22 janvier 1974   | -                                                         | Loubet 66e, Van Dijk 80e, Adams 88e                               |             |
| 1974-1975 | Division 1      | SECB - OGCN | 2-0  | 28 août 1974      | Papi 22e (pen.), Vergnes 85e                              |                                                                   |             |
| 1974-1975 | Division 1      | OGCN - SECB | 2-1  | 12 janvier 1975   | Zimako 17e                                                | Eriksson 6e, Musemić 11e                                          |             |
| 1974-1975 | Coupe de France | SECB - OGCN | 2-0  | 2 mars 1975       | Neumann 4e, Zimako 77e                                    |                                                                   |             |
| 1974-1975 | Coupe de France | OGCN - SECB | 2-2  | 8 mars 1975       | Papi 27e (pen.), Vergnes 37e                              | Musemić 50e (pen.), Eriksson 57e                                  |             |
| 1975-1976 | Division 1      | SECB - OGCN | 1-1  | 30 septembre 1975 | Džajić 74e (pen.)                                         | Musemić 39e                                                       |             |
| 1975-1976 | Division 1      | OGCN - SECB | 1-1  | 25 janvier 1976   | Zimako 24e                                                | Sanchez 56e                                                       |             |
| 1975-1976 | Coupe de France | OGCN - SECB | 2-2  | 6 avril 1976      | Félix 53e, Džajić 68e                                     | Katalinski 63e (pen.), Massa 89e                                  |             |
| 1975-1976 | Coupe de France | SECB - OGCN | 4-0  | 10 avril 1976     | Félix 6e, Zimako 39e, Papi 61e (pen.), Lenoir 80e         |                                                                   |             |
| 1976-1977 | Division 1      | OGCN - SECB | 5-0  | 18 décembre 1976  | -                                                         | Katalinski 19e, Jouve 58e, Sanchez 60e, Sanchez 76e, Bjeković 85e |             |
| 1976-1977 | Division 1      | SECB - OGCN | 2-0  | 4 juin 1977       | Félix 57e, Félix 62e                                      |                                                                   |             |
| 1977-1978 | Division 1      | OGCN - SECB | 3-1  | 19 novembre 1977  | Larios 61e                                                | Bjeković 6e, Bjeković 53e, Bjeković 85e (pen.)                    |             |
| 1977-1978 | Division 1      | SECB - OGCN | 4-1  | 21 avril 1978     | Mariot 3e, Aussu 27e, Aussu 56e, Krimau 49e               | Bjeković 44e                                                      |             |
| 1978-1979 | Division 1      | SECB - OGCN | 5-2  | 2 août 1978       | Marchioni 7e, Papi 29e, Krimau 35e, Burkhard 62e, Rep 78e | Bousdira 61e, Bousdira 80e                                        |             |
| 1978-1979 | Division 1      | OGCN - SECB | 2-2  | 2 décembre 1978   | Rep 25e, Rep 60e                                          | Bjeković 45e, Bjeković 70e                                        |             |
| 1979-1980 | Division 1      | OGCN - SECB | 2-1  | 28 août 1979      | Vučeković 28e                                             | Bjeković 25e, Sanchez 83e                                         |             |
| 1979-1980 | Division 1      | SECB - OGCN | 3-0  | 22 février 1980   | De Zerbi 34e, Krimau 55e, De Zerbi 69e                    |                                                                   |             |
| 1980-1981 | Division 1      | OGCN - SECB | 2-1  | 14 octobre 1980   | Fiard 19e                                                 | Rolant 26e, Noguès 68e                                            |             |
| 1980-1981 | Division 1      | SECB - OGCN | 3-0  | 15 avril 1981     | Henry 65e, Ihily 72e, Marcialis 79e                       |                                                                   |             |
| 1981-1982 | Division 1      | SECB - OGCN | 1-1  | 28 août 1981      | Mariini 48e                                               | Metsu 68e                                                         |             |
| 1981-1982 | Division 1      | OGCN - SECB | 1-1  | 30 janvier 1982   | Fiard 21e                                                 | Metsu 60e                                                         |             |
| 1985-1986 | Division 1      | OGCN - SECB | 1-0  | 25 octobre 1985   | -                                                         | Mège 9e                                                           |             |
| 1985-1986 | Division 1      | SECB - OGCN | 0-1  | 4 avril 1986      | -                                                         | Furlan 43e (csc)                                                  |             |
| 1991-1992 | Division 2      | SECB - OGCN | 2-1  | 7 septembre 1991  | Bourabaa 1re, Santini 85e                                 | Mazzuchetti 33e                                                   |             |
| 1991-1992 | Division 2      | OGCN - SECB | 1-2  | 2 janvier 1992    | Mangione 27e, Mangione 68e                                | Mattio 54e                                                        |             |
| 1991-1992 | Coupe de France | OGCN - SECB | 0-1  | 8 avril 1992      | Rzepka 4e (pen.)                                          | -                                                                 |             |
| 1992-1993 | Division 2      | OGCN - SCB  | 4-4  | 28 août 1992      | Mangione 9e, Mangione 28e, Di Fraya 49e, Mangione 54e     | Gastien 10e, Vujović 18e, Blanchard 56e, Vujović 84e              |             |
| 1992-1993 | Division 2      | SCB - OGCN  | 0-0  | 16 janvier 1993   | -                                                         | -                                                                 |             |
| 1993-1994 | Division 2      | OGCN - SCB  | 2-2  | 1er novembre 1993 | Faye 22e, Faye 66e                                        | Di Costanzo 68e, Nagbe 86e                                        |             |
| 1993-1994 | Division 2      | SCB - OGCN  | 0-0  | 12 février 1994   | -                                                         | -                                                                 |             |
| 1994-1995 | Division 1      | OGCN - SCB  | 1-2  | 10 novembre 1994  | Martin 26e (csc), Laurent 36e                             | Sandjak 88e                                                       |             |
| 1994-1995 | Division 1      | SCB - OGCN  | 1-1  | 11 février 1995   | Drobnjak 83e                                              | Chaouch 6e                                                        |             |
| 1995-1996 | Division 1      | OGCN - SCB  | 3-1  | 25 novembre 1995  | Vandecasteele 28e                                         | Ipoua 16e, Debbah 23e, Debbah 57e                                 |             |
| 1995-1996 | Division 1      | SCB - OGCN  | 1-2  | 11 mai 1996       | Drobnjak 54e (pen.)                                       | Debbah 28e, Debbah 75e                                            |             |
| 1996-1997 | Division 1      | OGCN - SCB  | 1-1  | 24 août 1996      | Drobnjak 81e                                              | Debbah 37e                                                        |             |
| 1996-1997 | Division 1      | SCB - OGCN  | 1-0  | 7 décembre 1996   | Drobnjak 17e                                              | -                                                                 |             |
| 2002-2003 | Ligue 1         | OGCN - SCB  | 2-0  | 5 octobre 2002    | -                                                         | Cherrad 76e, Diawara 88e                                          |             |
| 2002-2003 | Ligue 1         | SCB - OGCN  | 1-1  | 22 février 2003   | Maurice 45e                                               | Cherrad 74e                                                       |             |
| 2003-2004 | Ligue 1         | OGCN - SCB  | 2-0  | 8 novembre 2003   | -                                                         | Meslin 33e, Meslin 65e                                            |             |
| 2003-2004 | Ligue 1         | SCB - OGCN  | 2-1  | 3 mars 2004       | Diarra 28e, Maurice 38e                                   | Meslin 40e                                                        |             |
| 2004-2005 | Ligue 1         | OGCN - SCB  | 1-1  | 27 août 2004      | Vairelles 81e                                             | Roudet 5e                                                         |             |
| 2004-2005 | Ligue 1         | SCB - OGCN  | 2-0  | 22 janvier 2005   | Née 19e, Hadji 85e                                        | -                                                                 |             |
| 2012-2013 | Ligue 1         | OGCN - SCB  | 2-2  | 29 septembre 2012 | Rothen 42e, Modeste 71e                                   | Cvitanich 32e, Civelli 58e                                        |             |
| 2012-2013 | Ligue 1         | SCB - OGCN  | 0-1  | 16 février 2013   | -                                                         | Maupay 61e                                                        |             |
| 2013-2014 | Ligue 1         | SCB - OGCN  | 1-0  | 26 octobre 2013   | Squillaci 36e                                             | -                                                                 |             |
| 2013-2014 | Ligue 1         | OGCN - SCB  | 2-0  | 15 mars 2014      | -                                                         | Bosetti 5e, Maupay 72e                                            |             |
| 2014-2015 | Ligue 1         | OGCN - SCB  | 0-1  | 18 octobre 2014   | Ayité 51e                                                 | -                                                                 |             |
| 2014-2015 | Ligue 1         | SCB - OGCN  | 2-1  | 7 mars 2015       | Gillet 26e, Sio 68e                                       | Eduardo 18e                                                       |             |
| 2015-2016 | Ligue 1         | SCB - OGCN  | 1-3  | 19 septembre 2015 | Danic 23e                                                 | Mendy 33e, Germain 40e, Benrahma 90e                              |             |
| 2015-2016 | Ligue 1         | OGCN - SCB  | 0-2  | 27 février 2016   | Diallo 61e, Ayité 64e                                     | -                                                                 |             |
| 2016-2017 | Ligue 1         | OGCN - SCB  | 1-1  | 27 novembre 2016  | Crivelli 60e                                              | Pléa 11e                                                          |             |
| 2016-2017 | Ligue 1         | SCB - OGCN  | 1-1  | 27 février 2017   | Oniangué 15e                                              | Souquet 33e                                                       |             |
| 2024-2025 | Coupe de France | SCB - OGCN  | 0-1  | 14 janvier 2025   | -                                                         | Cho 61e                                                           |             |

### Autres
| Saison    | Compétition  | Rencontre  | Rés. | Date            | Buteur(s) pour le SC Bastia | Buteur(s) pour l'OGC Nice | Spectateurs |
| --------- | ------------ | ---------- | ---- | --------------- | --------------------------- | ------------------------- | ----------- |
| 2021-2022 | Match amical | SCB - OGCN | 1-0  | 16 juillet 2021 | Robic 75e (pen.)            | -                         |             |